# Kurhausstraße 43 (Bad Kissingen)
Das Gebäude Kurhausstraße 43 in der Kurhausstraße in Bad Kissingen, der Großen Kreisstadt des unterfränkischen Landkreises Bad Kissingen, gehört zu den Bad Kissinger Baudenkmälern und ist unter der Nummer D-6-72-114-590 in der Bayerischen Denkmalliste registriert.

## Geschichte
Das Gebäude wurde mit Einfriedung im Jahr 1913 vom Bad Kissinger Architekten Franz Krampf in barockisierendem Jugendstil errichtet.
Bei der Stadtvilla handelt es sich um einen zweigeschossigen Mansardwalmdachbau auf einem hohen Souterraingeschoss. Das Anwesen ist mit kräftigen Lisenen, einem Mittelrisalit mit geschwungenem Giebel und vorgelagerter Utlucht mit Balkon gegliedert.